# 小火藓
小火藓（学名：Schlotheimia pungens）为木灵藓科火藓属下的一个种。